# Mohamed Naâmani
Pour les articles homonymes, voir Naamani.
Mohamed Naâmani (en arabe : محمد نعماني), est un footballeur algérien né le 21 septembre 1990 à Birkhadem dans la wilaya d'Alger. Il évolue au poste de défenseur central au MC Oran.

## Biographie
Lors de la saison 2014-2015, il inscrit cinq buts en première division algérienne avec l'équipe de l'ASO Chlef.
Il remporte avec le CR Belouizdad la Coupe d'Algérie en 2017 face à l'ES Sétif, en étant titulaire lors de la finale.

## Statistiques
| Saison                | Club                  | Championnat           | Championnat | Championnat | Coupe(s) nationale(s) | Coupe(s) nationale(s) | Supercoupe | Supercoupe | Total | Total |
| Saison                | Club                  | Division              | M.          | B.          | M.                    | B.                    | M.         | B.         | M.    | B.    |
| 2009-2010             | OM Ruisseau           | 3                     | -           | -           | -                     | -                     | -          | -          | 0     | 0     |
| Sous-total            | Sous-total            | Sous-total            | -           | -           | -                     | -                     | -          | -          | 0     | 0     |
| 2010-2011             | USM Blida             | 1                     | 6           | 0           | 1                     | 0                     | -          | -          | 7     | 0     |
| 2011-2012             | USM Blida             | 2                     | 25          | 1           | 2                     | 0                     | -          | -          | 27    | 1     |
| 2012-2013             | USM Blida             | 2                     | 26          | 2           | 5                     | 0                     | -          | -          | 31    | 2     |
| 2013-2014             | USM Blida             | 2                     | 22          | 2           | 2                     | 0                     | -          | -          | 24    | 2     |
| Sous-total            | Sous-total            | Sous-total            | 79          | 5           | 10                    | 0                     | -          | -          | 89    | 5     |
| 2014-2015             | ASO Chlef             | 1                     | 24          | 5           | 5                     | 0                     | -          | -          | 29    | 5     |
| 2015-2016             | ASO Chlef             | 2                     | 25          | 2           | 3                     | 0                     | -          | -          | 28    | 2     |
| Sous-total            | Sous-total            | Sous-total            | 49          | 7           | 8                     | 0                     | -          | -          | 57    | 7     |
| 2016-2017             | CR Belouizdad         | 1                     | 24          | 2           | 3                     | 0                     | -          | -          | 27    | 2     |
| 2017-2018             | CR Belouizdad         | 1                     | 26          | 2           | 2                     | 0                     | 1          | 0          | 29    | 2     |
| Sous-total            | Sous-total            | Sous-total            | 50          | 4           | 5                     | 0                     | 1          | 0          | 56    | 4     |
| 2018-2019             | Al-Fateh              | 1                     | 17          | 0           | -                     | -                     | -          | -          | 17    | 0     |
| 2019-2020             | Al-Fateh              | 1                     | 0           | 0           | -                     | -                     | -          | -          | 0     | 0     |
| 2020-2021             | MC Oran               | 1                     | 0           | 0           | 0                     | 0                     | -          | -          | 0     | 0     |
| Sous-total            | Sous-total            | Sous-total            | 13          | 0           | -                     | -                     | -          | -          | 13    | 0     |
| Total sur la carrière | Total sur la carrière | Total sur la carrière | 195         | 16          | 20                    | 0                     | 1          | 0          | 216   | 16    |

## Palmarès
- Vainqueur de la coupe d'Algérie en 2017 avec le CR Belouizdad.
- Finaliste de la supercoupe d'Algérie en 2017 avec le CR Belouizdad.